# Tony Hawk

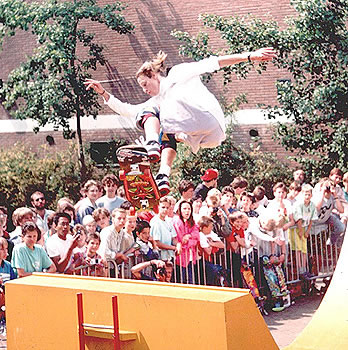
Backside ollie, Tony Hawk op de miniramp, Wassenaar 1987

Anthony Frank "Tony" Hawk (Carlsbad, 12 mei 1968) is een Amerikaanse skateboarder. Zijn bijnaam is The Birdman. Hij wordt gezien als een van de meest succesvolle en invloedrijkste pioniers in het vert-skateboarden.
Hawk begon op zijn negende met skaten. Hij haalde op twaalfjarige leeftijd zijn eerste sponsorcontract binnen. Twee jaar later werd hij prof en zat hij in het Powell Peralta Bones Brigade Team met Stacy Peralta als coach. In 1984 werd hij voor het eerst wereldkampioen skateboarden. Van de 103 wedstrijden die hij heeft gereden won hij er 73.
Hawk ontleent zijn bekendheid onder andere aan de in licentie geproduceerde Tony Hawk-computerspellen en aan de in 1999 voor het eerst succesvol uitgevoerde 900-gradenspin.
Hawk speelde gastrollen in verschillende films en televisieseries, vaak ook als cameo. Hij is ook betrokken bij diverse filantropische activiteiten, onder meer via zijn eigen Tony Hawk Foundation, die helpt met het bouwen van skateparken in achtergestelde buurten.

## Skateboarden op de X-games
| Medaille    | Onderdeel       |
| ----------- | --------------- |
| goud 1995   | Vert Singles    |
| zilver 1995 | Street          |
| goud 1996   | Vert Singles    |
| brons 1996  | Vert Singles    |
| goud 1997   | Vert Doubles    |
| goud 1998   | Vert Doubles    |
| goud 1999   | Vert Doubles    |
| goud 1997   | Vert Doubles    |
| goud 1999   | Vert Best Trick |
| zilver 1999 | Vert Singles    |
| goud 2000   | Vert Doubles    |
| goud 2001   | Vert Doubles    |
| zilver 2001 | Vert Best Trick |
| goud 2002   | Vert Doubles    |
| brons 2002  | Vert Best Trick |
| brons 2003  | Vert Best Trick |

## Spellen
Er zijn in totaal achttien Tony Hawk-skateboardspellen in licentie die door Activision uitgebracht zijn. Deze werden oorspronkelijk geproduceerd door Neversoft en latere versies door Robomodo. De remake uit 2020 van de twee originele games genaamd Tony Hawk's Pro Skater 1 + 2 is ontwikkeld door Vicarious Visions. Vicarious Visions ontwikkelde ook verschillende Game Boy Advance-versies in de serie.
- 1999 - Tony Hawk's Pro Skater
- 2000 - Tony Hawk's Pro Skater 2
- 2001 - Tony Hawk's Pro Skater 3
- 2002 - Tony Hawk's Pro Skater 4
- 2003 - Tony Hawk's Underground
- 2004 - Tony Hawk's Underground 2
- 2005 - Tony Hawk's American Wasteland
- 2005 - Tony Hawk's American Sk8land
- 2006 - Tony Hawk's Downhill Jam
- 2006 - Tony Hawk's Project 8
- 2007 - Tony Hawk's Proving Ground
- 2008 - Tony hawk Motion (Creat Studios)
- 2009 - Tony Hawk Ride (Robomodo)
- 2010 - Tony Hawk Shred
- 2012 - Tony Hawk's Pro Skater HD
- 2015 - Tony Hawk's Pro Skater 5
- 2018 - Tony Hawk's Skate Jam (Maple Media)
- 2020 - Tony Hawk's Pro Skater 1 + 2 (Vicarious Visions)

## Privéleven

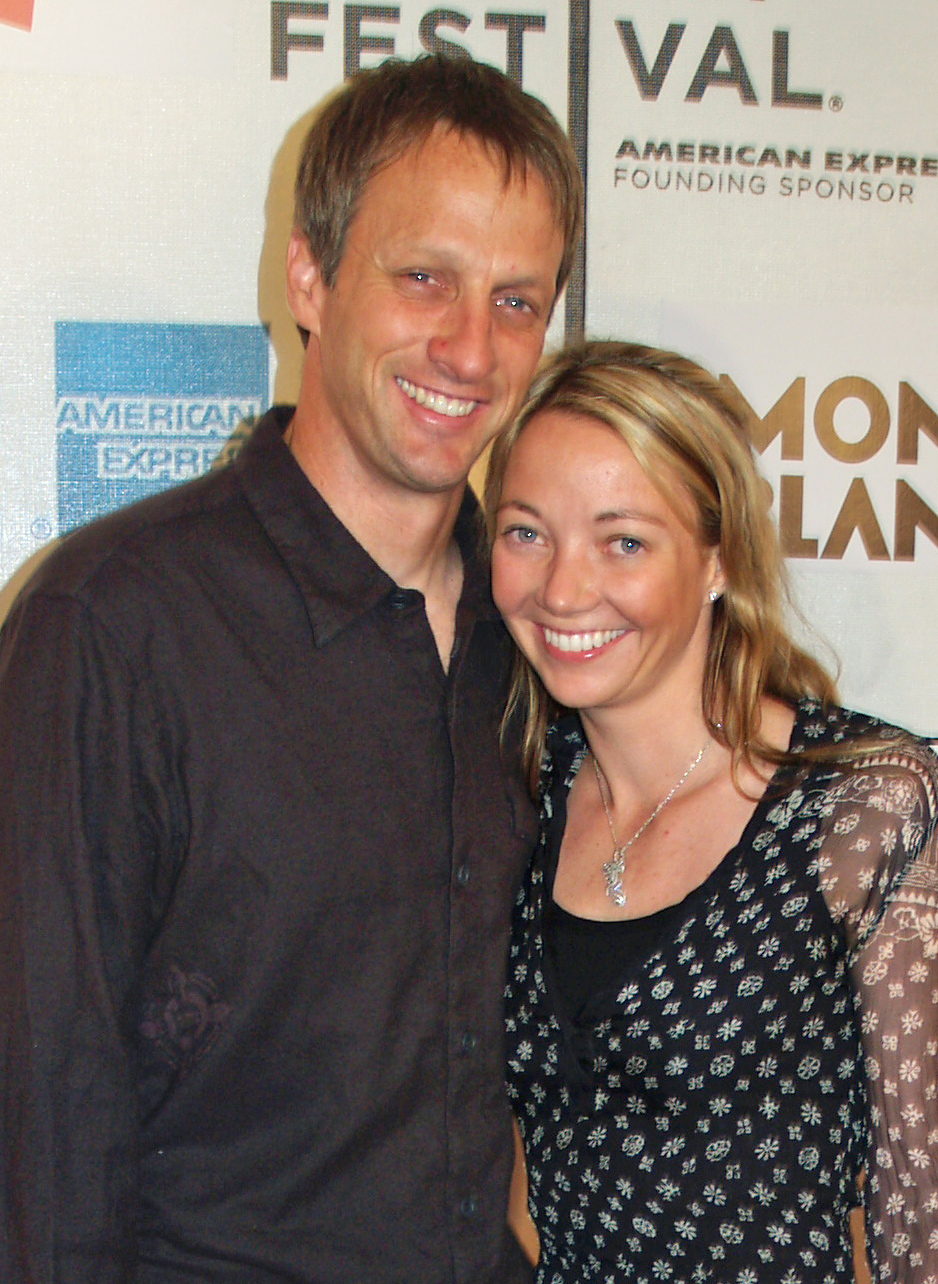
Hawk en Lhotse Merriam in 2007

Hawk trouwde in april 1990 met Cindy Dunbar, met wie hij vanaf de middelbare school samen was. Hun zoon werd geboren in 1992. Riley werd ook professioneel skateboarder. Het stel scheidde in 1993.
Hawk trouwde in 1996 met Erin Lee. Ze hebben twee zonen. Lee en Hawk scheidden in 2004.
Hawk trouwde op 12 januari 2006 met Lhotse Merriam, op het eiland Tavarua, Fiji. De band Rancid speelde voor ze op hun bruiloft. Ze kregen samen dochter Kadence Clover Hawk, geboren op 30 juni 2008. Het koppel kondigde hun scheiding aan op 7 februari 2011.
Sinds mei 2014 woont de familie Hawk in Encinitas, Californië.
Hawk trouwde op 28 juni 2015 met zijn vierde vrouw, Kathy Goodman, met een ceremonie in Limerick, Ierland.